# Melina Pérez
Melina Nava Pérez (Los Angeles, 9 de març del 1979), més coneguda simplement al ring com a Melina és una lluitadora professional nord-americana que treballa a la marca RAW de World Wrestling Entertainment (WWE). Melina ha posseït el Campionat femení de RAW en nombroses ocasions.

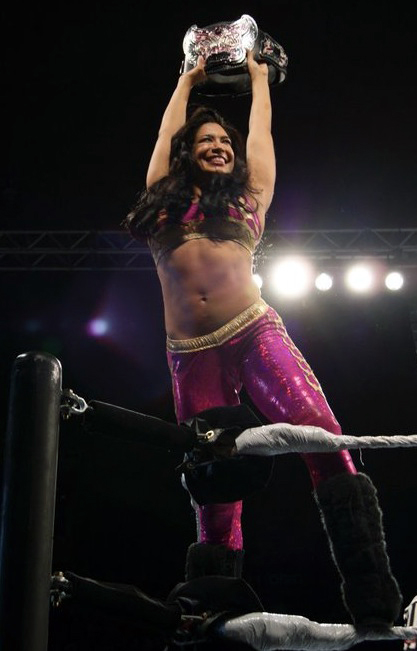
Melina com a Campiona de les dives